# Batalha de Mursa Maior

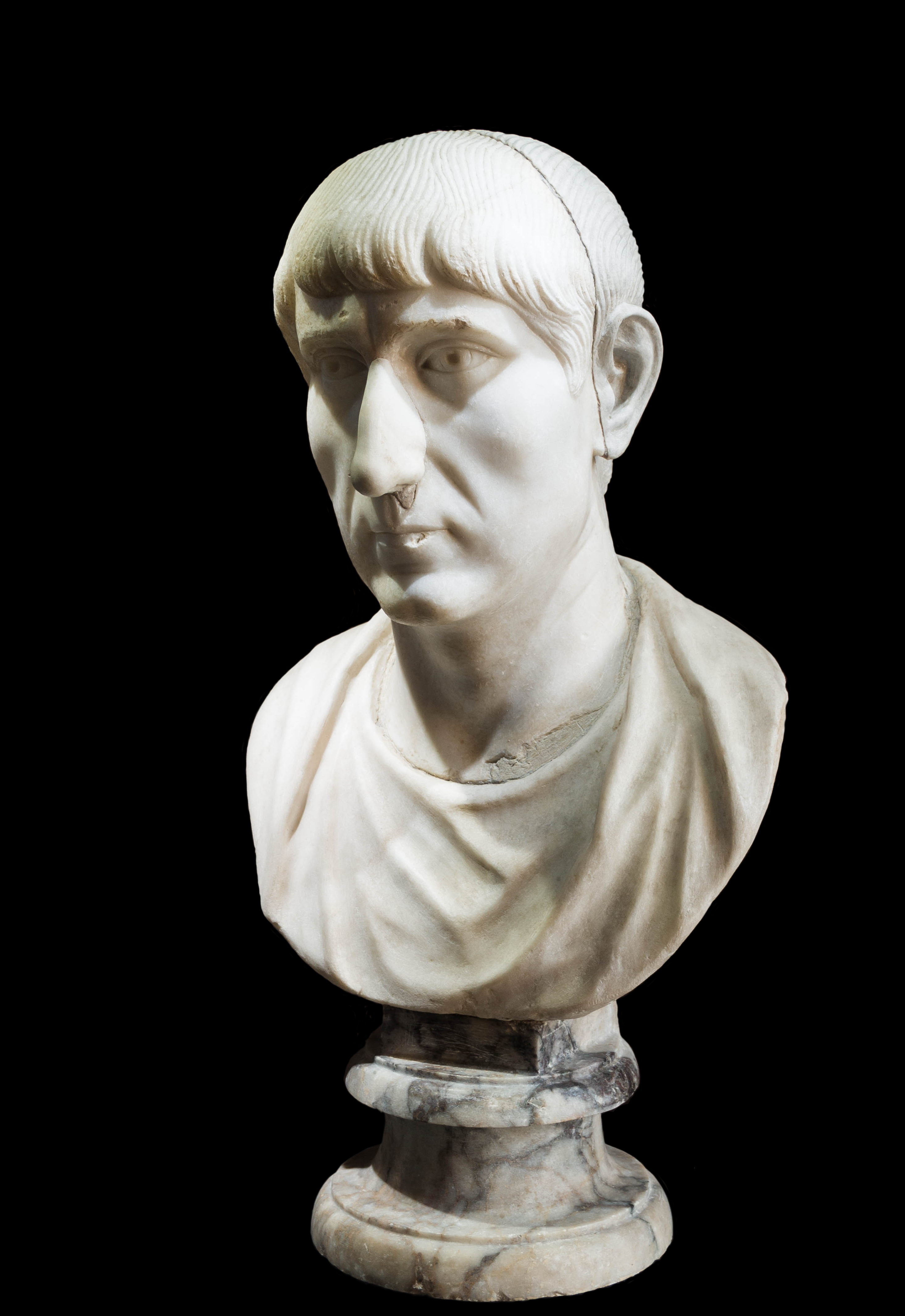
Busto de Constâncio II

A Batalha de Mursa Maior (em latim: Mursa Major) foi travada em 28 de setembro de 351 entre os exércitos do Império Romano do Oriente liderados por Constâncio II e as forças ocidentais que apoiavam o usurpador Magêncio. Aconteceu em Mursa, perto da Via Militaris, na província de Panônia (atual Osijek, Croácia). A batalha, uma das mais sangrentas da história romana, foi uma vitória para Constâncio.

## Contexto
Após a morte de Constantino I em 337, a sucessão estava longe de ser clara. Constantino II, Constâncio II e Constante I eram todos Césares supervisionando uma região específica do império, embora nenhum deles fosse poderoso o suficiente para reivindicar o título de Augusto. Alimentados pela crença de que Constantino desejava que seus filhos governassem em uma triarquia depois dele, os militares provocaram um massacre de membros da família Constantiniana. Esse massacre precipitou um redivisionamento do império, pelo qual Constante conquistou a Gália, Hispânia, Itália, África e Grã-Bretanha; Constantino, Trácia, Mésia e Ilírica, e Constâncio, Ásia, Egito, Síria e as províncias da Grécia e Macedônia.
Depois de ter sido bloqueado por tentar impor sua autoridade sobre Cartago, Constantino II atacou seu irmão Constante em 340, mas foi emboscado e morto perto de Aquilia, no norte da Itália. Constante tomou posse das províncias do oeste e governou por dez anos mais de dois terços do mundo romano. Enquanto isso, Constâncio estava envolvido em uma guerra difícil contra os persas sob Sapor II.
Em 350, a má administração de Constante alienou seus generais e oficiais civis, e Magnêncio autoproclamou-se Augusto do oeste, resultando no assassinato de Constante. Magnêncio rapidamente marchou com seu exército para a Itália, nomeando Fabius Titanius como o prefeito urbano, consolidando a influência daquele sobre Roma. À medida o exército de Magnêncio chegava, Vetrânio, tenente de Constante em Ilírico, havia sido declarado Augusto por suas tropas. Magnêncio tentou inicialmente um diálogo político com Constâncio e Vetrânio, mas uma rebelião do usurpador Nepociano mudou suas intenções: de ingressar na dinastia constantiana, quis substituí-la. Foi durante essa rebelião que Magnêncio promoveu seu irmão Decêncio a César.
A reação de Constâncio foi limitada. Já envolvido em uma guerra com o Império Sassânida, ele não estava em posição de lidar com Magnêncio ou Vetrânio. Após a retirada de Sapor de Nísibis, Constâncio marchou seu exército para Serdica, encontrando Vetrânio com um exército. Em vez de travar uma batalha, Constâncio e Vetrânio negociaram, pelo qual Vetrânio concordou em abdicar. Constâncio então avançou para o oeste com seu exército reforçado a fim de encontrar Magnêncio.

## Batalha
O exército de Magnêncio, que consistia em legiões gaulesas, auxiliares palatinos, francos e saxões,  colocou Mursa sob cerco com 36.000 homens, mas Constâncio expulsou os sitiantes. Magnêncio recua e organiza seu exército na planície aberta a noroeste de Mursa, perto do rio Drava. O exército de Constâncio, que incluía cavalaria blindada e arqueiros montados, na quantidade de 80.000 homens, organizaram-se a fim de flanquear o flanco direito de Magnêncio.
Antes da batalha, Constâncio enviou Flávio Filipo, o seu prefeito pretoriano oriental, a negociar com Magnêncio, formalmente, para negociar a paz, propondo-lhe retirar-se e preservar a Gália. No entanto, a verdadeira missão de Flávio era reunir informações sobre as forças de Magnêncio e semear dissidência dentro do exército do usurpador. Depois do discurso de Flávio ao exército de Magnêncio, uma revolta quase é desencadeada, na qual o comandante franco Cláudio Silvano, que liderava um regimento de cavalaria, desertou com os seus homens para se unir a Constâncio. Fracassado o plano, Magnêncio  aprisiona Flávio e o executa.
Enquanto isso, a tentativa de Magnêncio de fazer uma emboscada em um estádio abandonado, onde foram destacadas quatro falanges gaulesas, foi descoberta pelos generais de Constâncio e erradicada, custando a Magnêncio todas as respectivas falanges.
Constâncio abriu a batalha com as duas alas de cavalaria avançando contra os dois flancos do exército de Magnêncio. Quando este percebeu que seu flanco direito estava quase envolto, fugiu do campo de batalha. Apesar de ter sido abandonada pelo imperador, a infantaria gaulesa formou uma falange dupla em resposta à contra-carga da cavalaria de Magnêncio. Tanto a infantaria gaulesa quanto a alemã se recusaram a se render, mesmo lutando furiosamente, sofrendo perdas terríveis. Os arqueiros armênios e montados de Constâncio usavam uma versão do arco e flecha persa o qual causava desordem entre as tropas de Magnêncio. Isso, combinado com a cavalaria blindada do Oriente, provocou a queda do exército do usurpador.
Ao cair da noite, a batalha estava quase terminada, em que dois grupos do exército de Magnêncio fugiam desesperadamente: um em direção ao rio; o outro, ao acampamento. Ambos sofreram elevadas baixas. Constâncio, que não esteve presente durante a batalha, ouviu falar do êxito de seu exército enquanto visitava a tumba de um mártir cristão. Com essa notícia - revelada pelo bispo de Mursa -, Constâncio informou aos membros da comunidade cristã que a vitória se deu devido à ajuda de Deus.

## Rescaldo
Após os eventos em Mursa, Constâncio optou por não perseguir o fugitivo Magnêncio, passando os próximos dez meses recrutando novas tropas e retomando cidades reivindicadas pelo usurpador. No verão de 352, Constâncio rumou para o leste da Itália, apenas para descobrir que seu rival optara por não defender a península. Depois de aguardar até setembro de 352, ele nomeou Naeratius Ceralis prefeito urbano e destinou seu exército para os aquartelamentos de inverno em Milão. Somente no verão de 353 que Constâncio deslocaria seu exército para o leste para confrontar Magnêncio na Batalha de Mons Seleuco.

## Historiografia da batalha
Inúmeros escritores contemporâneos consideram a perda de vidas romanas em Mursa um desastre para o Império Romano, uma das mais sangrentas na história de Roma, e além disso, a primeira vez que os legionários romanos foram derrotados por cavalaria pesada. De acordo com João Zonaras (xiii 8.17), Magnêncio perdeu dois terços das suas tropas; Constâncio, a metade do seu exército, um total de cinquenta e quatro mil soldados numa época na que o Império Romano tinha muitos inimigos externos. Syvanne compara as perdas em Mursa com as derrotas romanas em Canas e Adrianópolis, e Zósimo considera tal confronto um grande desastre, o qual deixou o exército tão enfraquecido que não conseguiria combater as incursões bárbaras. Ademais, os acadêmicos modernos classificaram a batalha como uma vitória pírrica para Constâncio.